# Leptotyphlops diaplocius
Leptotyphlops diaplocius är en kräldjursart som beskrevs av  Orejas-miranda 1969. Leptotyphlops diaplocius ingår i släktet Leptotyphlops och familjen Leptotyphlopidae. Inga underarter finns listade i Catalogue of Life.